# Klasse 209
Die U-Boot-Klasse 209 wird seit Ende der 1960er in Deutschland ausschließlich für den Export gefertigt. In den vergangenen 40 Jahren wurden die U-Boote immer wieder dem Stand der Technik angepasst. Daher werden die jeweils im Bau befindlichen Einheiten zu den modernsten Booten ihrer Zeit gezählt. Bisher wurden über 60 U-Boote dieser Klasse für vierzehn Länder gebaut (Stand 2020).

## Geschichte
In den 1970er-Jahren gab es bereits Jagd-U-Boote, die für die Hochsee entwickelt worden waren. Allerdings waren beispielsweise die Boote der französischen Daphné-Klasse, der britischen Oberon-Klasse und der sowjetischen Foxtrot-Klasse zwar auf dem internationalen Markt verfügbar, für kleinere Staaten jedoch zu groß, zu schwer und für den einfachen Küstenschutz ungeeignet.
Die im Auftrag des deutschen Bundesministeriums der Verteidigung konzipierte Klasse 209 ging einen deutlich anderen Weg. Die Bundesmarine sah ihre Aufgaben insbesondere im Küstenschutz und dem Schutz der flachen Ost- und Nordsee und hatte mit der U-Boot-Klasse 206 bereits Erfahrungen sammeln können. Die Klasse 209 sollte die Vorteile leichter U-Boote mit leisem elektrischem Antrieb mit einer starken Torpedobewaffnung kombinieren.
Das argentinische U-Boot San Luis (Typ 209/1200) feuerte während des Falklandkriegs aus rund 7000 Metern Entfernung acht Torpedos, davon vier drahtgelenkte des deutschen Typs SST-4, auf den britischen Flugzeugträger Invincible und dessen Begleitschiffe ab. Durch Fehler der Besatzung beim Anschluss der Lenkdrähte wurde kein Treffer erzielt.

## Technik
Die Klasse wurde vom Ingenieurkontor Lübeck (IKL) auf Basis der Klasse 206 entworfen. Die Boote sind in erster Linie für die Verwendung im küstennahen Raum konstruiert und sollten Überwasserschiffe, U-Boote und den Nachschubverkehr bekämpfen. Zum Schutz vor Seeminen und der Entdeckung durch Magnetometer-Sensoren wurden die Boote aus nichtmagnetisierbarem U-Boot-Stahl gefertigt. Vier elektrische Batterien mit je 120 Zellen sind vor und hinter der Brücke eingebaut und machen 25 Prozent der gesamten Verdrängung aus. Die (älteren) Boote verfügen über einen dieselelektrischen Antrieb, der aus vier Dieselmotoren von MTU Friedrichshafen und vier direkt an den Dieselmotoren angebauten AEG-Generatoren sowie einem Gleichstromelektromotor besteht. Der einzige Propeller wird über eine Welle direkt von dem aus zwei Motoren in einem Gehäuse bestehenden Elektromotor angetrieben. Die Diesel-Generator-Aggregate dienen nur zum Aufladen der Batterien. Eine mechanische Verbindung der Propellerwelle mit den Dieselanlagen ist nicht möglich, allerdings können die Generatoren direkt auf den E-Motor geschaltet werden, die Batterie versorgt dann nur noch das Bordnetz.
Neuere Boote können auch mit einem Brennstoffzellenantrieb ausgerüstet werden.

### Bewaffnung
U-Boote der Klasse 209 verfügen standardmäßig über acht 533-mm-Bugtorpedorohre und können insgesamt 14 Torpedos mitführen.
Die Boote Griechenlands, Südkoreas und der Türkei können mit Raketen vom Typ UGM-84 Harpoon bestückt werden, die aus den Rohren abgeschossen werden. Koreanische und Ägyptische Boote können intern 28 Seeminen anstelle der Torpedos aufnehmen, während die Boote Indiens 24 Seeminen extern mitführen können. Der Torpedotyp kann je nach Land variieren.

### Varianten
Bisher wurden die Boote in den folgenden Unterklassen gebaut:
- Typ 209/1100
- Typ 209/1200
- Typ 209/1300
- Typ 209/1400
- Typ 209/1400 mod
- Typ 209/1500

Die Einheiten U-209PN der Portugiesischen Marine gehören zur U-Boot-Klasse 214.
Über die Jahre hinweg wurden verschiedene Modifikationen vorgenommen, die in einer breiten Variation der Klasse resultierten. Dabei spiegeln die Namen der Unterklassen, die sich auf die Wasserverdrängung beziehen (z. B. Klasse 209/1200), eigentlich nur den Trend zu immer größeren U-Booten wieder. Ein Boot der Klasse 209/1200 von 1972 unterscheidet sich jedoch technisch erheblich von einem Boot der gleichen Unterklasse aus dem Jahr 2001. Anhand der äußeren Form kann eine grobe Einteilung des technischen Standes der Boote (abgesehen von späteren Modifikationen) erfolgen. Die ursprüngliche Form der Klasse 209 (alle Boote der Variante 1100 – Glaukos, Nireus, Triton, Proteus, Salta, San Luis, Islay, Arica – sowie die frühen Boote der Variante 1200 – Atilay, Saldiray) ist quasi eine auf über 1000 ts vergrößerte Klasse 205 (2. Baulos) mit abgeänderter Ruderanlage. Die Boote besaßen eine abgestufte Turmverkleidung, das Oberdeck bestand aus einem schmalen Steg auf dem Vorschiff und endete unmittelbar achtern der Turmverkleidung. Die zweite Form (die meisten Boote Variante 1200 – Batiray, Yildiray, Doganay, Dolunay, Poseidon, Amfitriti, Okeanos, Pontos, Angamos, Antofagasta, Pisagua, Chipana, Pijao, Tayrona – sowie die meisten Boote der Variante 1300 – Sabalo, Caribe, Shyri, Huancavilca, Cakra, Nanggala) unterscheidet sich von der ersten durch den auffälligen Sonardom auf dem Bug, wie er bei der Klasse 206 zu finden ist. Die dritte Form (die letzten Boote der Variante 1300 – Thomson-Klasse, die letzten Boote der Variante 1200 – Chang Bogo-Klasse, sowie die frühen Boote der Variante 1400 – Tupi, Tamoio, Timbira, Tapajó, sowie alle Boote der Variante 1500) besitzen ein vergrößertes, stromlinienförmiges, nach oben gebogenes, bis hinter den Turm reichendes Oberdeck, das den Sonardom im Bug mit einschließt. Die Vorder- und Hinterkanten des stufenlosen Turms stehen senkrecht. Die vierte und letzte Form (die letzten Boote der Variante 1400 – Preveze-Klasse, Gür-Klasse, Tikuna und Heroine/Manthatisi-Klasse) weist im Gegensatz dazu ein fast glattes, weit nach achtern reichendes Oberdeck auf. Die Vorder- und Hinterkanten des stufenlosen, stromlinienförmigen Turms sind angeschrägt. Zudem ähneln die Dieselabgasauslässe an den hinteren Turmseiten denen der Klasse 205 (3. Baulos).
Neben der Wasserverdrängung und Formgebung des Oberdecks unterscheiden sich die U-Boote der Klasse 209 gemäß den Wünschen des jeweiligen Auftraggebers bezüglich ihrer Sensoren, Feuerleitanlagen und Waffeneinsatzmöglichkeiten.

#### Salta-Klasse (Typ 209/1200)
Die zwei Boote der argentinischen Marine wurden 1969 bestellt und als Salta-Klasse in Dienst gestellt. Wegen der Rüstungsbeschränkung der WEU von 450 Tonnen je Bauteil konnten die in den Kieler Howaldtswerken nur einzelne Teile gebaut werden, welche dann in der Marinewerft Tandanor, Buenos Aires unter Anleitung zusammengebaut wurden.

#### Thomson-Klasse (Typ 209/1300)
Von der chilenischen Marine wurden 1980 zwei Boote bestellt, welche sie als Thomson-Klasse in Dienst stellten. Sie ersetzten beide Boote der britischen Oberon-Klasse und erhielten Notausstiegsluken im Torpedo- und Maschinenraum sowie im Mitteldeck, außerdem höhere Periskope, und Schnorchel, welche für den Einsatz in rauen chilenischen Gewässern oder für Operationen im tieferen Atlantik besser geeignet waren.
Die Modernisierung der Boote wurde 1991 bis 1992 sowie 1997 bis 1998 in Chile vorgenommen. 2008 bis 2012 wurde zuerst die Simpson, 2009 bis 2013 die Thomson erneut umgebaut. Hierbei erhielten sie neue Führungs- und Waffeneinsatzsysteme sowie einen Umbau auf andere Torpedos und eine Einrüstung von Flugkörpern des Typs EXOCET SM 39 aus französischer Produktion.

#### Tupi-Klasse (Typ 209/1400)
Die brasilianische Marine bestellte Anfang der 1980er Jahre vier Boote dieses Typs und stellte sie als Tupi-Klasse in Dienst. Alte Boote der britischen Oberon-Klasse und der amerikanischen Guppy-Klasse sollten ersetzt werden. Das Typschiff, die Tupi, wurde in den Kieler Howaldtswerken gebaut. Die drei Schwesterschiffe wurden als Lizenzbauten im Arsenal de Marinha do Rio de Janeiro (AMRJ) gebaut.

1996 wurde der Bau eines fünften Bootes dieses Typs in modifizierter Form begonnen und 2005 in Dienst gestellt. Eine zweite Einheit war geplant wurde aber nicht mehr gebaut.

Die vier ersten Boote wurden bis 2017 ebenfalls modernisiert (siehe Tikuna-Klasse).

#### Tikuna-Klasse (Typ 209/1400 modifiziert)
Die brasilianische Tikuna-Klasse, ein modifizierter Typ 209/1400 der Tupi-Klasse, wurde um 0,85 m verlängert. Zudem wurden verbesserte Diesel, andere Generatoren und Batterien sowie verbesserte Sensoren und Elektronik installiert.

#### Shyri-Klasse (Typ 209/1300)
Die ecuadorianische Marine bestellte 1979 zwei Boote bei den Kieler Howaldtswerken und stellte diese als Shyri-Klasse in Dienst. Beide Boote nahmen an nationalen und internationalen Übungen Teil, z. B. UNITAS. Beide Boote wurden 1981 bis 1984 bei HDW in Kiel sowie 1992 bis 1994 in Ecuador und 2009 bis 2014 in Chile bei Astilleros y Maestranzas de la Armada – ASMAR in Talcahuano modernisiert und überholt. Bei der letzten Modernisierung wurde ein neues Führungs- und Waffeneinsatzsystem sowie eine neue Sonaranlage installiert.

#### Glavkos-Klasse (Typ 209/1100)
Die griechische Marine bestellte als erste im Oktober 1967 vier Boote bei den Kieler Howaldtswerken und stellte sie als Glavkos-Klasse in Dienst. Alle vier Boote wurden ab Anfang der 1990er Jahre bis zum Abschluss 2000 in dem Modernisierungsprogramm Neptun I auf den neusten Stand der Technik gebracht. Sie bekamen eine neue Sensortechnik sowie eine neue Elektronik und eine neue Waffenleitanlage. Ebenso wurden sie mit Flugkörpern des Typs SUB HARPOON eingerüstet. Nur die Triton erhielt diese Modernisierung bei HDW in Kiel, alle anderen Boote wurden in Griechenland modernisiert.

#### Poseidon-Klasse (Typ 209/1200)
Die griechische Marine bestellte kurz nach der ersten Bestellung vier weitere Boote bei den Kieler Howaldtswerken, welche sie dann als Poseidon-Klasse in Dienst stellte. Diese waren größer als ihre Vorgänger der Glavkos-Klasse und technisch auf einem besseren Stand. Im Modernisierungsprogramm Neptun II wurde 2002 beschlossen die Boote auf den neusten Stand der Technik zu bringen. Bis 2014 sollten drei Boote mit einem außenluftunabhängigen Antrieb basierend auf Wasserstoffzellenantrieb umgerüstet werden. Um dies zu realisieren, mussten die Boote hinter dem Turm abgeschnitten werden. Weiterhin wurde die Sensortechnik sowie die Elektronik erneuert und das Führungs- und Waffeneinsatzsystem auf den neuesten Stand der Technik gebracht. Flugkörper des Typs SUB HARPOON sowie ein Torpedoabwehrsystem wurden ebenfalls eingerüstet. Nur die Okeanos wurde auf diese weise bei den Hellenic Shipyards in Skaramagas modernisiert. Das Programm wurde daraufhin eingestellt.

#### Shishumar-Klasse (Typ 209/1500)
Die vier Boote der indischen Marine von 1986 wurden als Shishumar-Klasse in Dienst gestellt. Die ersten beiden Boote wurden bei den Kieler Howaldtswerken gebaut. Zwei weitere Boote wurden als Lizenzbauten in den indischen Mazagon Dockyards in Mumbai gebaut. Diese Boote sind die größten der U-Boot-Klasse 209. Zwei Druckfeste Abteilungen, welche mit Trennschotts unterteilt sind, konnte die gesamte Besatzung aufnehmen. Ebenso sind die Boote mit einer Rettungskapsel ausgestattet, so dass die gesamte Besatzung acht Stunden lang mit Sauerstoff versorgt werden kann. Die Rettungskugel wurde mit einem eigenen Auftriebssystem ausgestattet, welche vom Rumpf gelöst werden kann. Einmal ausgelöst bringt sie die Besatzung auf diese Weise, mit 1,5 m/s, aus einem havarierten U-Boot sicher an die Wasseroberfläche. Alle Boote der Klasse wurden von 1999 bis 2009 in Indien modernisiert. Die Sonaranlage sowie das Sehrohr und die Elektronik wurden erneuert.

#### Cakra-Klasse (Typ 209/1300)
Im Dienst der indonesischen Marine stehen zwei Boote, welche als Cakra-Klasse bezeichnet werden. Die beide ersten Boote wurden bei den Kieler Howaldtswerken gebaut und bei einer Doppeltaufe am 10. September 1980 getauft. Mitte der 1980er Jahre bis 1989 wurden beide Boote nacheinander in Kiel modernisiert. ein weiterer Umbau fand 1993 und 1999 in der indonesischen staatseigenen Werft PT PAL in Surabaya statt. Weitere Modernisierungen erhielt zuerst die Cakra von 2004 bis 2006 und von 2010 bis 2012 die Nanggala in der südkoreanischen DSME in Okpo-dong. Hierbei wurde der Antrieb verbessert sowie eine neue Sonaranlage, neue Elektronik und ein neues Führungs- und Waffeneinsatzsystem installiert.

#### Pijao-Klasse (Typ 209/1200)
Die kolumbianische Marine unterhält zwei Boote, welche als Pijao-Klasse in Dienst stehen. Diese wurden in den Kieler Howaldtswerken gebaut. Anfang der 1980er Jahre sowie Ende 1989 wurden sie hier auch überholt. Von 2005 bis 2007 wurden die Boote in Kolumbien abermals modernisiert. Ebenso 2013 bis 2014 wo sie neue Sehrohre erhielten. Beide Boote werden zur Bekämpfung des Drogenhandels eingesetzt.

#### Islay-Klasse (Typ 209/1200)
Die peruanische Marine bestellt 1970 zwei Boote, welche in den Kieler Howaldtswerken gebaut und als Islay-Klasse in Dienst gestellt wurden. Im Mai 1977 wurde eine weitere Bauserie von vier Booten bestellt. Bei Konflikten zwischen Peru und Ecuador kamen diese Boote in den 1980ern zum Einsatz. Die Boote wurden so gut es ging auf dem neusten Stand der Technik gehalten.

#### Chang Bogo-Klasse (Typ 209/1200)
Die südkoreanische Marine bestellt ab 1983 drei Boote, wovon das Typschiff bei den Kieler Howaldtswerken gebaut wurde, und stellten diese als Chang Bogo-Klasse in Dienst. Die beiden Schwesterschiffe wurden in Lizenz bei DSME in Okpo-dong gebaut. Im Jahr 1989 sowie 1993 wurden jeweils drei weitere Einheiten des Typs bestellt, welche ebenfalls in Südkorea gebaut wurden. Die drei letzten Boote wurden mit Flugkörpern des Typs SUB HARPOON ausgerüstet und sind in Planung für einen außenluftunabhängigen Brennstoffzellen-Antrieb.

#### Atilay-Klasse (Typ 209/1200)
Die türkische Marine bestellte 1971 sechs Boote dieses Typs und stellte sie als Atilay-Klasse in Dienst. Drei Einheiten sollten bei den Kieler Howaldtswerken gebaut werden, alle anderen in Lizenz in der Marinewerft Gölcük. Bei den beiden zuletzt gebauten Booten, der Doganay und Dolunay, wurden bis 2016 sowohl die Elektronik, das Sehrohr und die Torpedorohre erneuert.

#### Preveze-Klasse (Typ 209/1400)
Von 1989 bis 2007 entstanden in der türkischen Marinewerft Gölcük acht Boote einer neuen Variante, welche als Preveze-Klasse in Dienst gestellt wurden. Das zweite Baulos von 2000 bis 2007 wurde auch als Gür-Klasse bezeichnet. Bei diesen Booten wurde der Turm erhöht und ein siebenflügeliger Skew-Back-Propeller eingebaut, welcher bei extrem niedriger Drehzahl Kavitationserscheinungen vermeidet und bei hohen Geschwindigkeiten sehr leise ist aber trotzdem den erforderlichen Schub erzeugt. Alle Boote dieser Variante wurden mit Flugkörpern des Typs SUB HARPOON ausgerüstet.

#### Sabalo-Klasse (Typ 209/1300)
Die venezolanische Marine bestellte 1972 zwei Boote bei den Kieler Howaldtswerken, welche als Sabalo-Klasse in Dienst gestellt wurden. Zwei weitere geplante Boote wurden nicht gebaut. Von 1990 bis 1994 erhielten die Boote in Kiel eine neue elektronische und schiffstechnische Modernisierungen. Ca. 2000 bis 2010 wurden die Boote in Venezuela abermals überholt. Hierbei wurde ein neues Führungs- und Waffeneinsatzsystem und neue Elektronik eingebaut und der Antrieb überholt.

### Technische Spezifikationen
|                               | 1100                                                                            | 1200                                                                            | 1300                                                                            | 1400                                                                            | 1500                                                                            |       |
| ----------------------------- | ------------------------------------------------------------------------------- | ------------------------------------------------------------------------------- | ------------------------------------------------------------------------------- | ------------------------------------------------------------------------------- | ------------------------------------------------------------------------------- | ----- |
| Tonnage (getaucht)            | 1.207 t                                                                         | 1.285 t                                                                         | 1.390 t                                                                         | 1.586 t                                                                         | 1.810 t                                                                         |       |
| Abmessungen (Lüa x Büa x Tg)  | 54,1×6,2×5,9 m                                                                  | 55,9×6,3×5,5 m                                                                  | 59,5×6,2×5,5 m                                                                  | 61,2×6,25×5,5 m                                                                 | 64,4×6,5×6,2 m                                                                  |       |
| Druckkörper Ø                 | 6,2 m                                                                           | 6,2 m                                                                           | 6,2 m                                                                           | 6,2 m                                                                           | 6,2 m                                                                           | 6,2 m |
| Antrieb                       | Diesel-elektrisch, 4 Diesel, 1 Welle                                            | Diesel-elektrisch, 4 Diesel, 1 Welle                                            | Diesel-elektrisch, 4 Diesel, 1 Welle                                            | Diesel-elektrisch, 4 Diesel, 1 Welle                                            | Diesel-elektrisch, 4 Diesel, 1 Welle                                            |       |
| Antrieb                       | 5000 shp (3730 kW)                                                              | 5000 shp (3730 kW)                                                              | 5000 shp (3730 kW)                                                              | 5000 shp (3730 kW)                                                              | 6100 shp (4550 kW)                                                              |       |
| Geschwindigkeit (über Wasser) | 11 kn                                                                           | 11 kn                                                                           | 11 kn                                                                           | 11 kn                                                                           | 11,5 kn                                                                         |       |
| Geschwindigkeit (getaucht)    | 21,5 kn                                                                         | 21,5 kn                                                                         | 21,5 kn                                                                         | 22 kn                                                                           | 22,5 kn                                                                         |       |
| Reichweite (über Wasser)      | 11000 sm bei 10 kn                                                              | 11000 sm bei 10 kn                                                              | 11000 sm bei 10 kn                                                              | 11000 sm bei 10 kn                                                              | 11000 sm bei 10 kn                                                              |       |
| Reichweite (mit Schnorchel)   | 8000 sm bei 10 kn                                                               | 8000 sm bei 10 kn                                                               | 8000 sm bei 10 kn                                                               | 8000 sm bei 10 kn                                                               | 8000 sm bei 10 kn                                                               |       |
| Reichweite (getaucht)         | 400 sm bei 4 kn                                                                 | 400 sm bei 4 kn                                                                 | 400 sm bei 4 kn                                                                 | 400 sm bei 4 kn                                                                 | 400 sm bei 4 kn                                                                 |       |
| Einsatzdauer                  | 50 Tage                                                                         | 50 Tage                                                                         | 50 Tage                                                                         | 50 Tage                                                                         | 50 Tage                                                                         |       |
| Maximale Tauchtiefe           | 500 m                                                                           | 500 m                                                                           | 500 m                                                                           | 500 m                                                                           | 500 m                                                                           |       |
| Bewaffnung                    | 8 × 533-mm-Torpedorohre 14 Torpedos optional UGM-84 Harpoon (Seezielflugkörper) | 8 × 533-mm-Torpedorohre 14 Torpedos optional UGM-84 Harpoon (Seezielflugkörper) | 8 × 533-mm-Torpedorohre 14 Torpedos optional UGM-84 Harpoon (Seezielflugkörper) | 8 × 533-mm-Torpedorohre 14 Torpedos optional UGM-84 Harpoon (Seezielflugkörper) | 8 × 533-mm-Torpedorohre 14 Torpedos optional UGM-84 Harpoon (Seezielflugkörper) |       |
| Mannschaftsstärke             | 31                                                                              | 33                                                                              | 33                                                                              | 30                                                                              | 36                                                                              |       |

## Nutzer
| Land         | Klasse                                  | Typ  | Typ   | Typ  | Typ    | Typ  | Bemerkungen |
| Land         | Klasse                                  | 1100 | 1200  | 1300 | 1400   | 1500 | Bemerkungen |
| ------------ | --------------------------------------- | ---- | ----- | ---- | ------ | ---- | --- |
| Ägypten      |                                         |      |       |      | 4      |      | insgesamt vier, Auslieferung: S41 im Dezember 2016, S42 im August 2017, S43 im April 2020, S44 im Juli 2021. |
| Argentinien  | Salta-Klasse                            |      | 1(1*) |      |        |      | ARA Salta (S-31) Wurde 1988 bis 1995 und 2005 umfangreich modernisiert und ist im aktiven Dienst. (*) ARA San Luis (S-32) kam 1982 im Falklandkrieg zum Einsatz konnte aber kein Schiff versenken. Ab 1990 sollte das Boot überholt und 1997 wieder in Dienst gestellt werden. Ende 1996 wurde dies aus finanziellen Gründen gestoppt. Seither dient sie für ihre Schwesterschiffe als Ersatzteillager. |
| Brasilien    | Tupi-Klasse Tikuna-Klasse               |      |       |      | 4(1**) |      | (**) Tikuna (S-34) ist ein modifizierter Typ 209/1400. eine fünfte Einheit Typ 209/1400 Tapuia wurde nicht gebaut. Werden für den Torpedotyp Mark 48 umgerüstet. |
| Chile        | Thomson-Klasse                          |      |       | 2    |        |      | SS Thompson (SS-20) wurde 2009 umgebaut und für den Torpedotyp DCNS/WASS vorbereitet. Die letzte Modernisierung erfolgte 2017. Die SS Simpson (SS-21) geriet am 29. März 1984 in 130 m Tiefe während Taucherprobungen im Skagerrak in ein Fischernetz. Der Fischkutter kenterte und sank, wobei die gesamte Besatzung des Kutters, ums Leben kam. 2010, während des Umbaus im Schwimmdock, wurde das Boot von dem auf das Erdbeben vom 27. Februar 2010 folgenden Tsunami erfasst, abgetrieben und beschädigt; nach komplizierter Bergung und Reparatur wurde das Boot im Juni 2012 wieder in Dienst gestellt. Aufgrund positiver Bewertungen wurde 2017 entschieden, die Dienstzeit beider auf den technischen Stand der Unterklasse U 209/1400L gebrachten Boote um 10 Jahre zu verlängern. |
| Kolumbien    | Pijao-Klasse                            |      | 2     |      |        |      | Beide Boote wurden 2013 bis 2014 modernisiert und werden zur Bekämpfung des Drogenhandels eingesetzt. |
| Ecuador      | Shyri-Klasse                            |      |       | 2    |        |      | SS Shyri (S-11) wurde von 2009 bis 2014 in Chile modernisiert. Während dieses Umbaus im Schwimmdock, erlitt das Boot von dem auf das Erdbeben vom 27. Februar 2010 folgenden Tsunami schwere Beschädigungen. |
| Griechenland | Glavkos-Klasse Poseidon-Klasse          | 4    | 4     |      |        |      | Glavkos-Klasse wurde im Neptun I von 1993 bis 2000 überholt. 3 Poseidon-Klasse Boote erhalten Wasserstoffzellenantrieb. |
| Indien       | Shishumar-Klasse                        |      |       |      |        | 4    | Option für zwei weitere Boote wurde nicht wahrgenommen. Ausgerüstet mit Rettungskapsel. |
| Indonesien   | Cakra-Klasse                            |      |       | 2    |        |      | Nanggala ging 1981 in Betrieb, wurde 2010–2012 in Südkorea überholt und sank am 21. April 2021 in der Balisee. |
| Südkorea     | Chang Bogo-Klasse                       |      | 9     |      |        |      | Wurden komplett in Korea gebaut. |
| Peru         | Islay-Klasse Angamos-Klasse             | 2    | 4     |      |        |      | Beide Boote 209/1100 (Islay-Klasse) wurden 2008 in Peru überholt. Überholung der Boote des Typs 209/1200 (Angamos-Klasse) wird gerade evaluiert. |
| Südafrika    | Heroine-Klasse                          |      |       |      | 3      |      | Die drei Boote sind ein modifizierter 1400 Typ. SAS Charlotte Maxeke, SAS Queen Modjadji II, SAS Manthatisi. |
| Türkei       | Atilay-Klasse Preveze-Klasse Gur-Klasse |      | 6     |      | 8      |      | |
| Venezuela    | Sabalo-Klasse                           |      |       | 2    |        |      | |

## Einheiten
Bisher wurden 61 U-Boote in teils stark abweichenden Bauformen in 5 groben Unterklassen für 13 Nationen gebaut (Stand 2014). Die Boote werden in der Regel von den jeweiligen Nationen nach ihrem ersten Schiff der Klasse bzw. Unterklasse benannt. So werden die Boote der Klasse 209-1100 in Griechenland als Glaukos-Klasse, die der Klasse 209-1200 als Poseidon-Klasse bezeichnet. Abweichend davon bezeichnet die südafrikanische Marine ihre U-Boote der Klasse 209-1400SAN als Heroine-Klasse, da alle Boote nach Heldinnen benannt sind. Nachstehend sind die Einheiten der jeweiligen Marinen in chronologischer Reihenfolge der Erstbestellung eines Ubootes der Klasse 209 aufgelistet
| Kennung | Name      | Version  | Bauwerft  | Kiellegung        | Stapellauf         | Indienststellung                   | Einheit                   | Außerdienststellung | Verbleib                                          |
| ------- | --------- | -------- | --------- | ----------------- | ------------------ | ---------------------------------- | ------------------------- | ------------------- | ------------------------------------------------- |
| S 110   | Glavkos   | 209-1100 | HDW, Kiel | 1. September 1968 | 15. September 1970 | 5. November 1971                   | U-Bootkommando in Salamis | 9. Juni 2011        | ?                                                 |
| S 111   | Nereus    | 209-1100 | HDW, Kiel | 15. Januar 1969   | 7. Juni 1971       | 10. Februar 1972                   | U-Bootkommando in Salamis | –                   | aktiv                                             |
| S 112   | Triton    | 209-1100 | HDW, Kiel | 1. Juni 1969      | 19. Oktober 1971   | 8. August 1972                     | U-Bootkommando in Salamis | –                   | aktiv                                             |
| S 113   | Proteus   | 209-1100 | HDW, Kiel | 1. Oktober 1969   | 1. Februar 1972    | 23. November 1972                  | U-Bootkommando in Salamis | –                   | aktiv                                             |
| S 116   | Poseidon  | 209-1200 | HDW, Kiel | 15. Januar 1976   | 20. März 1978      | 22. März 1979                      | U-Bootkommando in Salamis | –                   | aktiv, Neptune II Modernisierung abgebrochen      |
| S 117   | Amfitriti | 209-1200 | HDW, Kiel | 26. April 1976    | 14. Juni 1978      | 14. September 1979 14. August 1979 | U-Bootkommando in Salamis | –                   | aktiv, Neptune II Modernisierung abgebrochen      |
| S 118   | Okeanos   | 209-1200 | HDW, Kiel | 1. Oktober 1976   | 16. November 1978  | 15. November 1979                  | U-Bootkommando in Salamis | –                   | aktiv, im Neptune II Programm mit AIP ausgerüstet |
| S 119   | Pontos    | 209-1200 | HDW, Kiel | 25. Januar 1977   | 20. März 1979      | 29. April 1980                     | U-Bootkommando in Salamis | –                   | aktiv, Neptune II Modernisierung abgebrochen      |

| Kennung | Name         | Version  | Bauwerft                                                               | Kiellegung      | Stapellauf       | Indienststellung | Einheit                                             | Außerdienststellung | Verbleib        |
| ------- | ------------ | -------- | ---------------------------------------------------------------------- | --------------- | ---------------- | ---------------- | --------------------------------------------------- | ------------------- | --------------- |
| S 31    | ARA Salta    | 209-1200 | HDW, Kiel (Sektionen) Marinewerft Tandanor, Buenos Aires (Zusammenbau) | 30. April 1970  | 9. November 1972 | 7. März 1974     | Comando de la Fuerza de Submarinos in Mar del Plata | –                   | aktiv           |
| S 32    | ARA San Luis | 209-1200 | HDW, Kiel (Sektionen) Marinewerft Tandanor, Buenos Aires (Zusammenbau) | 1. Oktober 1970 | 3. April 1973    | 24. Mai 1974     | Comando de la Fuerza de Submarinos in Mar del Plata | 1997?               | Ersatzteillager |

| Kennung | Name                      | Version  | Bauwerft  | Kiellegung       | Stapellauf        | Indienststellung  | Einheit                        | Außerdienststellung | Verbleib |
| ------- | ------------------------- | -------- | --------- | ---------------- | ----------------- | ----------------- | ------------------------------ | ------------------- | -------- |
| SS 35   | BAP Islay                 | 209-1100 | HDW, Kiel | 15. März 1971    | 10. Oktober 1973  | 23. August 1974   | Fuerza de Submarinos in Callao | –                   | aktiv    |
| SS 36   | BAP Arica                 | 209-1100 | HDW, Kiel | 1. November 1971 | 5. April 1974     | 21. Januar 1975   | Fuerza de Submarinos in Callao | –                   | aktiv    |
| SS 31   | BAP Angamos, ex BAP Casma | 209-1200 | HDW, Kiel | 25. Juli 1977    | 30. August 1979   | 19. Dezember 1980 | Fuerza de Submarinos in Callao | –                   | aktiv    |
| SS 32   | BAP Antofagasta           | 209-1200 | HDW, Kiel | 3. Oktober 1977  | 19. Dezember 1979 | 22. Mai 1981      | Fuerza de Submarinos in Callao | –                   | aktiv    |
| SS 33   | BAP Pisagua               | 209-1200 | HDW, Kiel | 15. Januar 1979  | 19. Mai 1981      | 12. Juli 1983     | Fuerza de Submarinos in Callao | –                   | aktiv    |
| SS 34   | BAP Chipana, ex Blume     | 209-1200 | HDW, Kiel | 15. August 1978  | 19. Oktober 1981  | 28. Oktober 1982  | Fuerza de Submarinos in Callao | –                   | aktiv    |

| Kennung | Name    | Version  | Bauwerft  | Kiellegung    | Stapellauf     | Indienststellung | Einheit                              | Außerdienststellung | Verbleib |
| ------- | ------- | -------- | --------- | ------------- | -------------- | ---------------- | ------------------------------------ | ------------------- | -------- |
| S 028   | Pijao   | 209-1200 | HDW, Kiel | 1. April 1972 | 10. April 1974 | 14. Mai 1975     | Fuerza Naval del Caribe in Cartagena | –                   | aktiv    |
| S 029   | Tayrona | 209-1200 | HDW, Kiel | 1. Mai 1975   | 16. Juli 1974  | 18. Juli 1975    | Fuerza Naval del Caribe in Cartagena | –                   | aktiv    |

| Kennung | Name              | Version    | Bauwerft           | Kiellegung       | Stapellauf        | Indienststellung              | Einheit | Außerdienststellung | Verbleib                                 |
| ------- | ----------------- | ---------- | ------------------ | ---------------- | ----------------- | ----------------------------- | ------- | ------------------- | ---------------------------------------- |
| S 347   | TCG Atilay        | 209-1200   | HDW, Kiel          | 1. Dezember 1972 | 23. Oktober 1974  | 23. Juli 1975?, 12. März 1976 | ?       | 30. November 2016   | ?                                        |
| S 348   | TCG Saldiray      | 209-1200   | HDW, Kiel          | 2. Januar 1973   | 14. Februar 1975  | 21. Oktober 1975              | ?       | 14. November 2014   | ?                                        |
| S 349   | TCG Batiray       | 209-1200   | HDW, Kiel          | 11. Juni 1975    | 24. Oktober 1977  | 20. Juli 1978                 | ?       | –                   | aktiv, werden durch Klasse 214TN ersetzt |
| S 350   | TCG Yildiray      | 209-1200   | Marinewerft Gölcük | 11. Mai 1976     | 20. Juli 1979     | 6. Januar 1981                | ?       | –                   | aktiv, werden durch Klasse 214TN ersetzt |
| S 351   | TCG Doganay       | 209-1200   | Marinewerft Gölcük | 15. April 1981   | 16. November 1983 | 16. November 1984             | ?       | –                   | aktiv, werden durch Klasse 214TN ersetzt |
| S 352   | TCG Dolunay       | 209-1200   | Marinewerft Gölcük | 1. Juli 1985     | 8. August 1988    | 21. Juli 1989                 | ?       | –                   | aktiv, werden durch Klasse 214TN ersetzt |
| S 353   | TCG Preveze       | 209T1-1400 | Marinewerft Gölcük | ?                | 22. Oktober 1993  | 28. Juli 1994                 | ?       | –                   | aktiv                                    |
| S 354   | TCG Sakarya       | 209T1-1400 | Marinewerft Gölcük | ?                | 28. Juli 1994     | 23. September 1995            | ?       | –                   | aktiv                                    |
| S 355   | TCG 18 Mart       | 209T1-1400 | Marinewerft Gölcük | ?                | 25. August 1997   | 24. Juni 1998                 | ?       | –                   | aktiv                                    |
| S 356   | TCG Anafartalar   | 209T1-1400 | Marinewerft Gölcük | ?                | 1. September 1998 | 22. Juli 1999                 | ?       | –                   | aktiv                                    |
| S 357   | TCG Gür           | 209T2-1400 | Marinewerft Gölcük | ?                | Mai 2002          | 24. Juli 2003                 | ?       | –                   | aktiv                                    |
| S 358   | TCG Canakkale     | 209T2-1400 | Marinewerft Gölcük | ?                | August 2002       | 26. Juli 2005                 | ?       | –                   | aktiv                                    |
| S 359   | TCG Burak Reis    | 209T2-1400 | Marinewerft Gölcük | ?                | 5. September 2005 | 15. Februar 2006              | ?       | –                   | aktiv                                    |
| S 360   | TCG Birinci Inönü | 209T2-1400 | Marinewerft Gölcük | ?                | Mai 2006          | 22. Juli 2007                 | ?       | –                   | aktiv                                    |

| Kennung | Name   | Version  | Bauwerft  | Kiellegung     | Stapellauf       | Indienststellung | Einheit | Außerdienststellung | Verbleib |
| ------- | ------ | -------- | --------- | -------------- | ---------------- | ---------------- | ------- | ------------------- | -------- |
| S 31    | Sabalo | 209-1300 | HDW, Kiel | 2. Mai 1973    | 1. Juli 1975     | 6. August 1976   | ?       | –                   | aktiv    |
| S 32    | Caribe | 209-1300 | HDW, Kiel | 1. August 1973 | 6. November 1975 | 11. März 1977    | ?       | –                   | aktiv    |

| Kennung | Name               | Version  | Bauwerft  | Kiellegung     | Stapellauf      | Indienststellung | Einheit      | Außerdienststellung | Verbleib |
| ------- | ------------------ | -------- | --------- | -------------- | --------------- | ---------------- | ------------ | ------------------- | -------- |
| S 101   | B.A.E. Shyri       | 209-1300 | HDW, Kiel | 5. August 1974 | 6. Oktober 1976 | 5. November 1977 | in Guayaquil | –                   | aktiv    |
| S 102   | B.A.E. Huancavilca | 209-1300 | HDW, Kiel | 2. Januar 1975 | 15. März 1977   | 16. März 1978    | in Guayaquil | –                   | aktiv    |

| Kennung | Name           | Version  | Bauwerft         | Kiellegung       | Stapellauf        | Indienststellung | Einheit             | Außerdienststellung | Verbleib                   |
| ------- | -------------- | -------- | ---------------- | ---------------- | ----------------- | ---------------- | ------------------- | ------------------- | -------------------------- |
| 401     | KRI Cakra      | 209-1300 | HDW, Kiel        | 9. Dezember 1977 | 14. März 1980     | 19. März 1981    | 2. Flotte, Surabaya | –                   | aktiv                      |
| 402     | KRI Nanggala   | 209-1300 | HDW, Kiel        | 14. März 1978    | 4. September 1980 | 7. Juli 1981     | 2. Flotte, Surabaya | 21. (?) April 2021  | gesunken                   |
| 403     | KRI Nagapasa   | DSME209  | DSME, Okpo-dong  | 9. April 2015    | 24. März 2016     | 28. August 2017  | 2. Flotte, Surabaya | –                   | aktiv                      |
| 404     | KRI Ardadedali | DSME209  | DSME, Okpo-dong  | ?                | 24. Oktober 2016  | 25. April 2018   | 2. Flotte, Surabaya | –                   | aktiv                      |
| 405     | KRI Alugoro    | DSME209  | PT PAL, Surabaya | ?                | 11. April 2019    | 18. März 2021    | 2. Flotte, Surabaya | –                   | aktiv                      |
| 406     | KRI            | DSME209  |                  |                  |                   |                  |                     | –                   | Vertrag 2019 unterzeichnet |
| 407     | KRI            | DSME209  |                  |                  |                   |                  |                     | –                   | Vertrag 2019 unterzeichnet |
| 408     | KRI            | DSME209  |                  |                  |                   |                  |                     | –                   | Vertrag 2019 unterzeichnet |

| Kennung | Name    | Version   | Bauwerft  | Kiellegung       | Stapellauf     | Indienststellung | Einheit                            | Außerdienststellung | Verbleib |
| ------- | ------- | --------- | --------- | ---------------- | -------------- | ---------------- | ---------------------------------- | ------------------- | -------- |
| 20      | Thomson | 209-1300L | HDW, Kiel | 1. November 1980 | 29. April 1983 | 7. Mai 1984      | Fuerza de Submarinos in Talcahuano | –                   | aktiv    |
| 21      | Simpson | 209-1300L | HDW, Kiel | 15. Januar 1981  | 29. Juli 1983  | 18. August 1984  | Fuerza de Submarinos in Talcahuano | –                   | aktiv    |

| Kennung | Name          | Version  | Bauwerft    | Kiellegung         | Stapellauf        | Indienststellung   | Einheit                         | Außerdienststellung | Verbleib |
| ------- | ------------- | -------- | ----------- | ------------------ | ----------------- | ------------------ | ------------------------------- | ------------------- | -------- |
| S 44    | INS Shishumar | 209-1500 | HDW, Kiel   | 1. Mai 1982        | 13. Dezember 1984 | 22. September 1986 | 10th Submarine Squadron, Mumbai | –                   | aktiv    |
| S 45    | INS Shankush  | 209-1500 | HDW, Kiel   | 1. September 1982  | 11. Juni 1985     | 20. November 1986  | 10th Submarine Squadron, Mumbai | –                   | aktiv    |
| S 46    | INS Shalki    | 209-1500 | MDL, Mumbai | 13. September 1984 | Juni 1990         | 7. Februar 1992    | 10th Submarine Squadron, Mumbai | –                   | aktiv    |
| S 47    | INS Shankul   | 209-1500 | MDL, Mumbai | 15. Januar 1984    | September 1989    | 28. Mai 1994       | 10th Submarine Squadron, Mumbai | –                   | aktiv    |

| Kennung | Name    | Version     | Bauwerft             | Kiellegung      | Stapellauf        | Indienststellung                         | Einheit                                              | Außerdienststellung | Verbleib |
| ------- | ------- | ----------- | -------------------- | --------------- | ----------------- | ---------------------------------------- | ---------------------------------------------------- | ------------------- | -------- |
| S 30    | Tupi    | 209-1400    | HDW, Kiel            | 1. Oktober 1984 | 28. April 1987    | 6. Mai 1989                              | Força de Submarinos, Ilha de Mocanguê Rio de Janeiro | –                   | aktiv    |
| S 31    | Tamoio  | 209-1400    | AMRJ, Rio de Janeiro | Mai 1987        | 18. November 1993 | 12. Dezember 1994                        | Força de Submarinos, Ilha de Mocanguê Rio de Janeiro | –                   | aktiv    |
| S 32    | Timbira | 209-1400    | AMRJ, Rio de Janeiro | März 1988       | 5. Januar 1996    | 20. Oktober 1997 oder 16. Dezember 1996  | Força de Submarinos, Ilha de Mocanguê Rio de Janeiro | –                   | aktiv    |
| S 33    | Tapajó  | 209-1400    | AMRJ, Rio de Janeiro | Januar 1989     | 5. Juni 1998      | 21. Dezember 1999 oder 16. November 1999 | Força de Submarinos, Ilha de Mocanguê Rio de Janeiro | –                   | aktiv    |
| S 34    | Tikuna  | 209-1400mod | AMRJ, Rio de Janeiro | Dezember 1998   | 3. März 2005      | 16. Dezember 2005                        | Força de Submarinos, Ilha de Mocanguê Rio de Janeiro | –                   | aktiv    |

| Kennung | Name             | Version  | Bauwerft        | Kiellegung              | Stapellauf | Indienststellung  | Einheit     | Außerdienststellung | Verbleib |
| ------- | ---------------- | -------- | --------------- | ----------------------- | ---------- | ----------------- | ----------- | ------------------- | -------- |
| 061     | ROKS Chang Bogo  | 209-1200 | HDW, Kiel       | 1. August 1988          | ?          | 2. Juni 1993      | ? in Jinhae | –                   | aktiv    |
| 062     | ROKS Lee Chun    | 209-1200 | DSME, Okpo-dong | gepl. 14. November 1989 | ?          | 30. April 1994    | ? in Jinhae | –                   | aktiv    |
| 063     | ROKS Choi Museon | 209-1200 | DSME, Okpo-dong | gepl. 14. November 1990 | ?          | 27. Februar 1995  | ? in Jinhae | –                   | aktiv    |
| 065     | ROKS Park Wi     | 209-1200 | DSME, Okpo-dong | ?                       | ?          | 3. Februar 1996   | ? in Jinhae | –                   | aktiv    |
| 066     | ROKS Lee Jongmu  | 209-1200 | DSME, Okpo-dong | ?                       | ?          | 1. September 1996 | ? in Jinhae | –                   | aktiv    |
| 067     | ROKS Jeong Un    | 209-1200 | DSME, Okpo-dong | ?                       | ?          | 29. August 1997   | ? in Jinhae | –                   | aktiv    |
| 068     | ROKS Lee Sunsin  | 209-1200 | DSME, Okpo-dong | ?                       | ?          | 15. Juni 1999     | ? in Jinhae | –                   | aktiv    |
| 069     | ROKS Na Daeyong  | 209-1200 | DSME, Okpo-dong | ?                       | ?          | 1. Mai 2000       | ? in Jinhae | –                   | aktiv    |
| 070     | ROKS Lee Eokgi   | 209-1200 | DSME, Okpo-dong | ?                       | ?          | 1. November 2001  | ? in Jinhae | –                   | aktiv    |

| Kennung | Name                 | Version     | Bauwerft    | Kiellegung        | Stapellauf    | Indienststellung | Einheit         | Außerdienststellung | Verbleib |
| ------- | -------------------- | ----------- | ----------- | ----------------- | ------------- | ---------------- | --------------- | ------------------- | -------- |
| S 101   | SAS Manthatisi       | 209-1400SAN | HDW, Kiel   | 22. Mai 2001      | 15. Juni 2004 | 3. November 2005 | in Simon’s Town | –                   | aktiv    |
| S 102   | SAS Charlotte Maxeke | 209-1400SAN | TKMS, Emden | 12. November 2003 | 4. Mai 2005   | 14. März 2007    | in Simon’s Town | –                   | aktiv    |
| S 103   | SAS Queen Modjadji   | 209-1400SAN | HDW, Kiel   | 11. November 2004 | 18. März 2006 | 22. Mai 2008     | in Simon’s Town | –                   | aktiv    |

| Kennung | Name | Version  | Bauwerft   | Kiellegung | Stapellauf        | Indienststellung  | Einheit | Außerdienststellung | Verbleib                     |
| ------- | ---- | -------- | ---------- | ---------- | ----------------- | ----------------- | ------- | ------------------- | ---------------------------- |
| 861     | S 41 | 209-1400 | TKMS, Kiel |            | 10. Dezember 2015 | 12. Dezember 2016 |         |                     | abgeliefert                  |
| 864     | S 42 | 209-1400 | TKMS, Kiel |            | 12. Dezember 2016 | 8. August 2017    |         |                     | abgeliefert                  |
| 867     | S 43 | 209-1400 | TKMS, Kiel |            | 3. Mai 2019       |                   |         |                     | am 9. April 2020 abgeliefert |
| 870     | S 44 | 209-1400 | TKMS, Kiel |            |                   |                   |         |                     | am 8. Juli 2021 abgeliefert  |

## Unfälle
Im Dezember 2013 kollidierte nördlich von Zypern das türkische U-Boot TCG Yildiray (S 350) vom Typ 209/1200 beim schnellen Auftauchen aufgrund eines technischen Problems mit einem Frachter. Personen kamen dabei nicht zu Schaden. Das U-Boot wurde in den türkischen Hafen Mersin geschleppt.
Am 21. April 2021 meldete die indonesische Marine, dass der Kontakt zu Nanggala mit 53 Mann Besatzung vor der Küste Balis verloren gegangen war. Vier Tage später wurde das in drei Teile zerbrochene Wrack der Nanggala in einer Wassertiefe von 800 Metern geortet. Alle 53 Besatzungsmitglieder sind bei dem Unglück ums Leben gekommen.

## Bilder

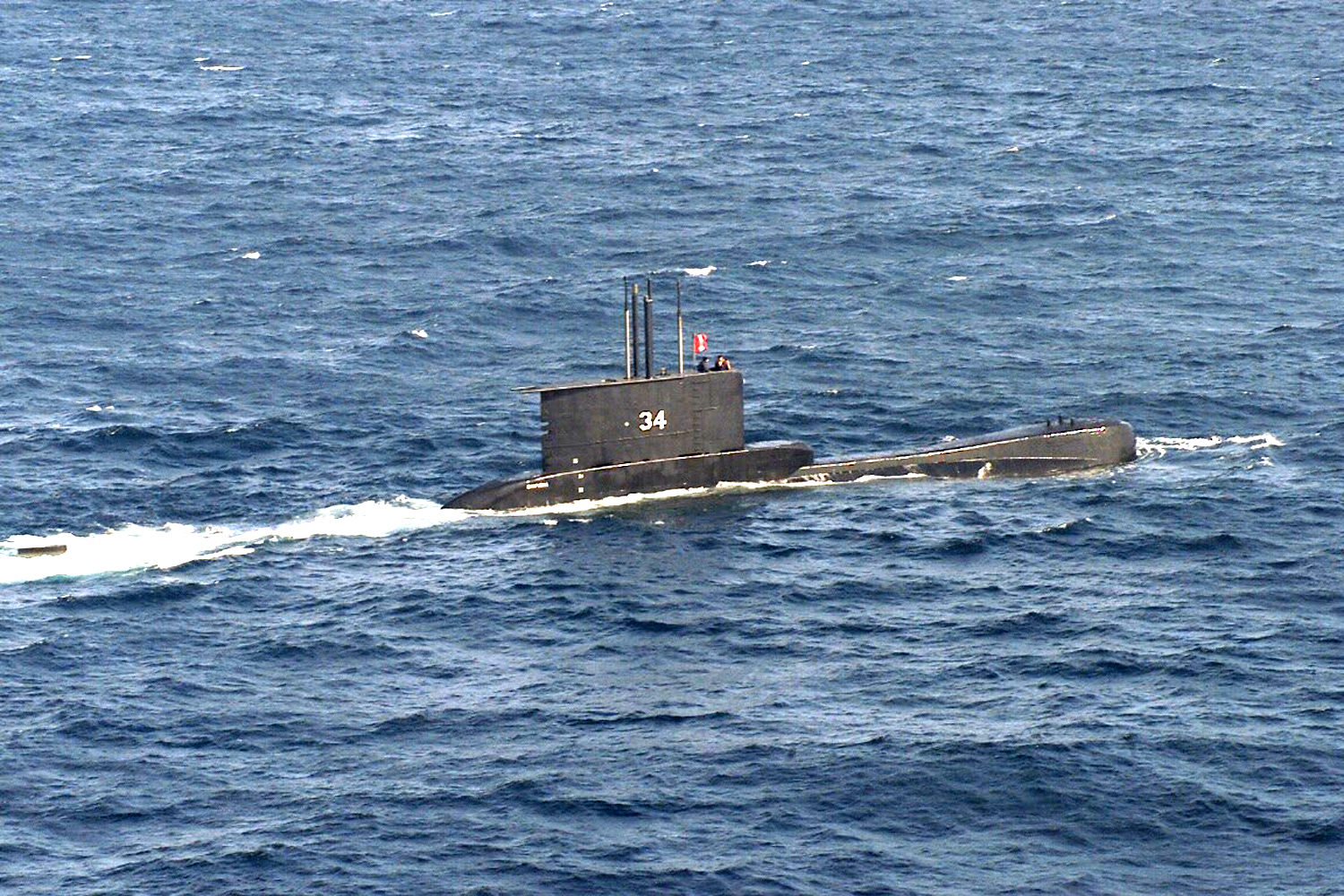
Peruanische BAP Chipana (SS-34), ein U-Boot der Klasse 209/1200
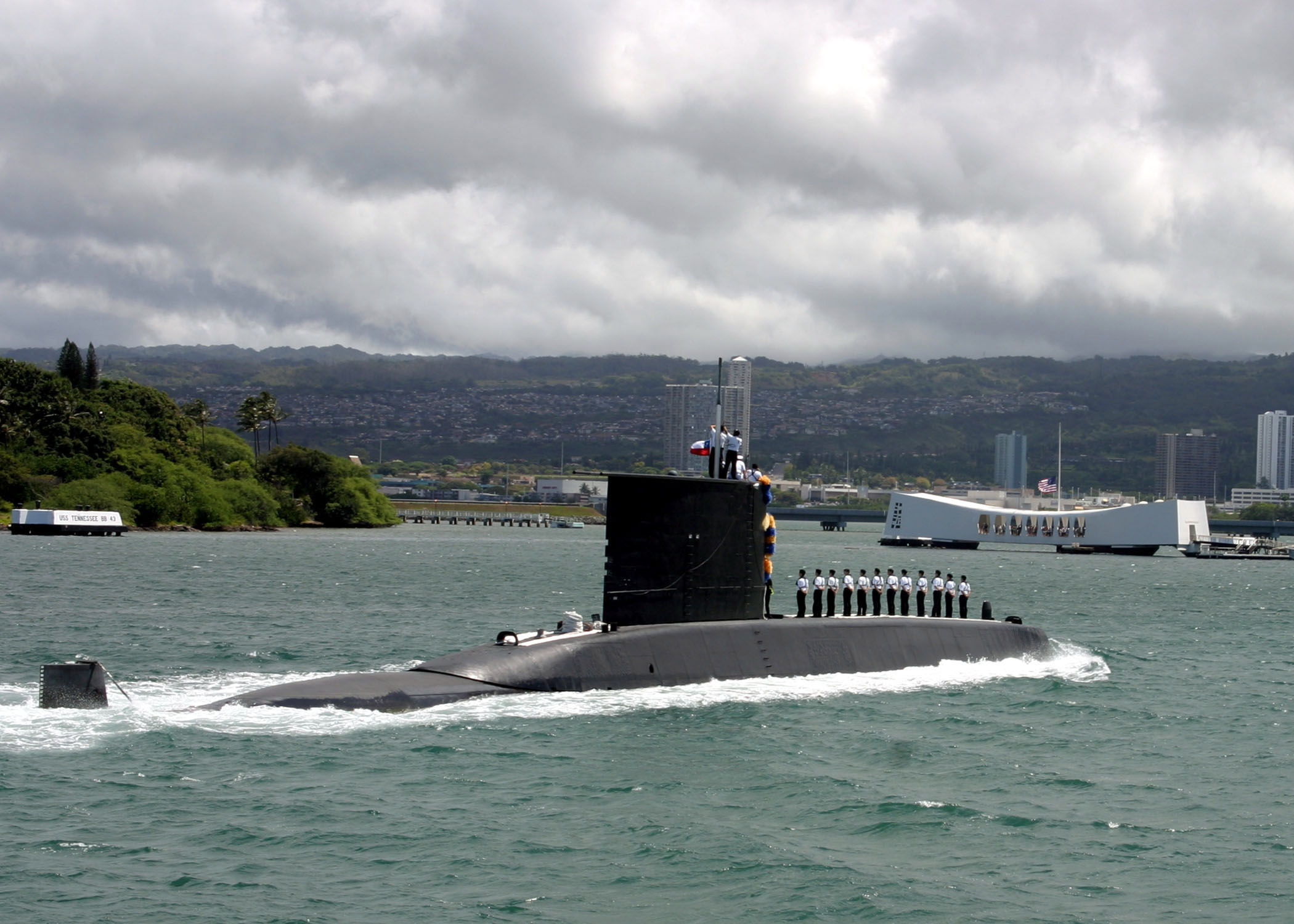
Chilenische SC Simpson (SS-21), ein U-Boot der Klasse 209/1300
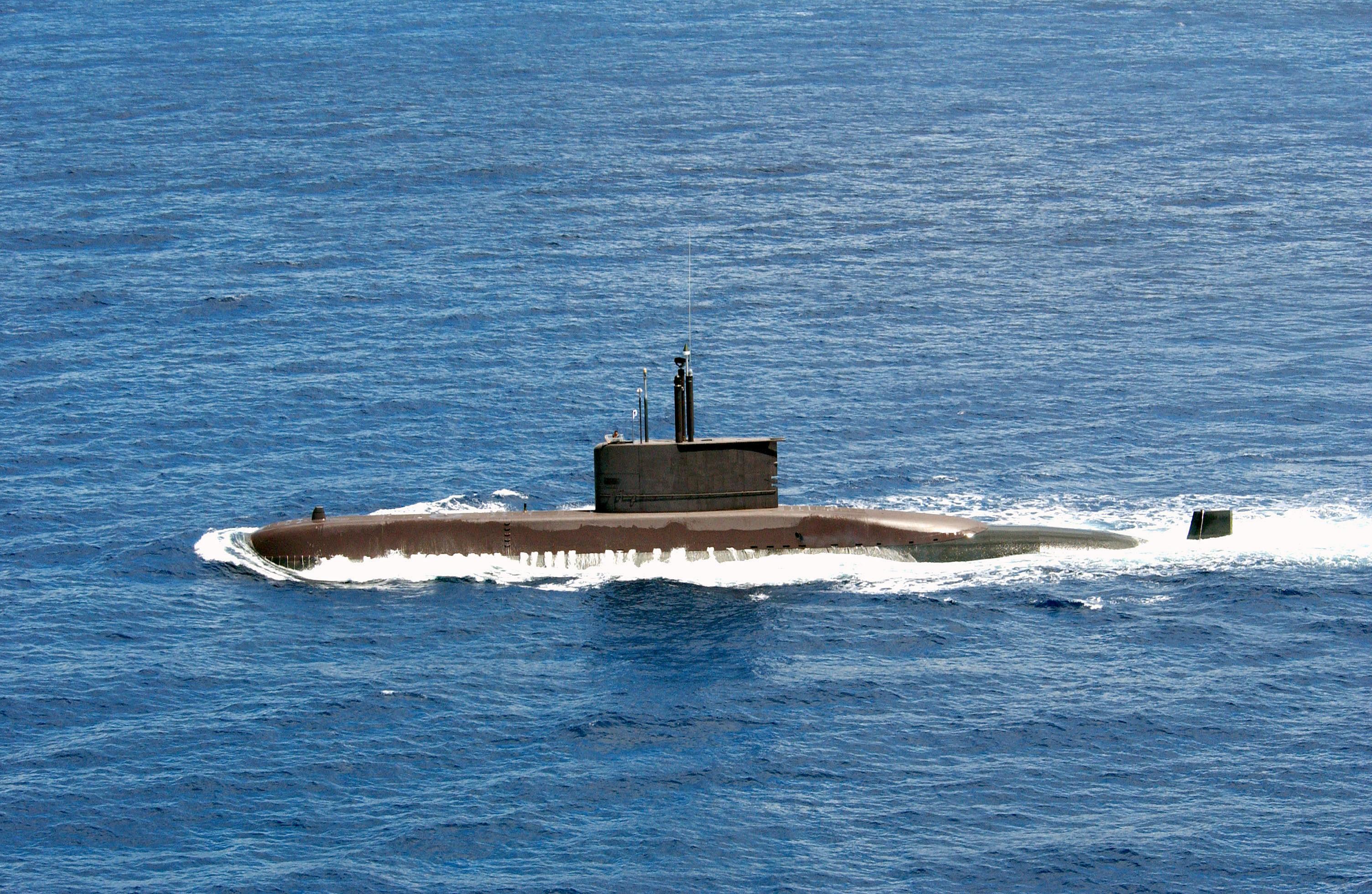
Südkoreanische Chang Bogo (SSK 061), 2005
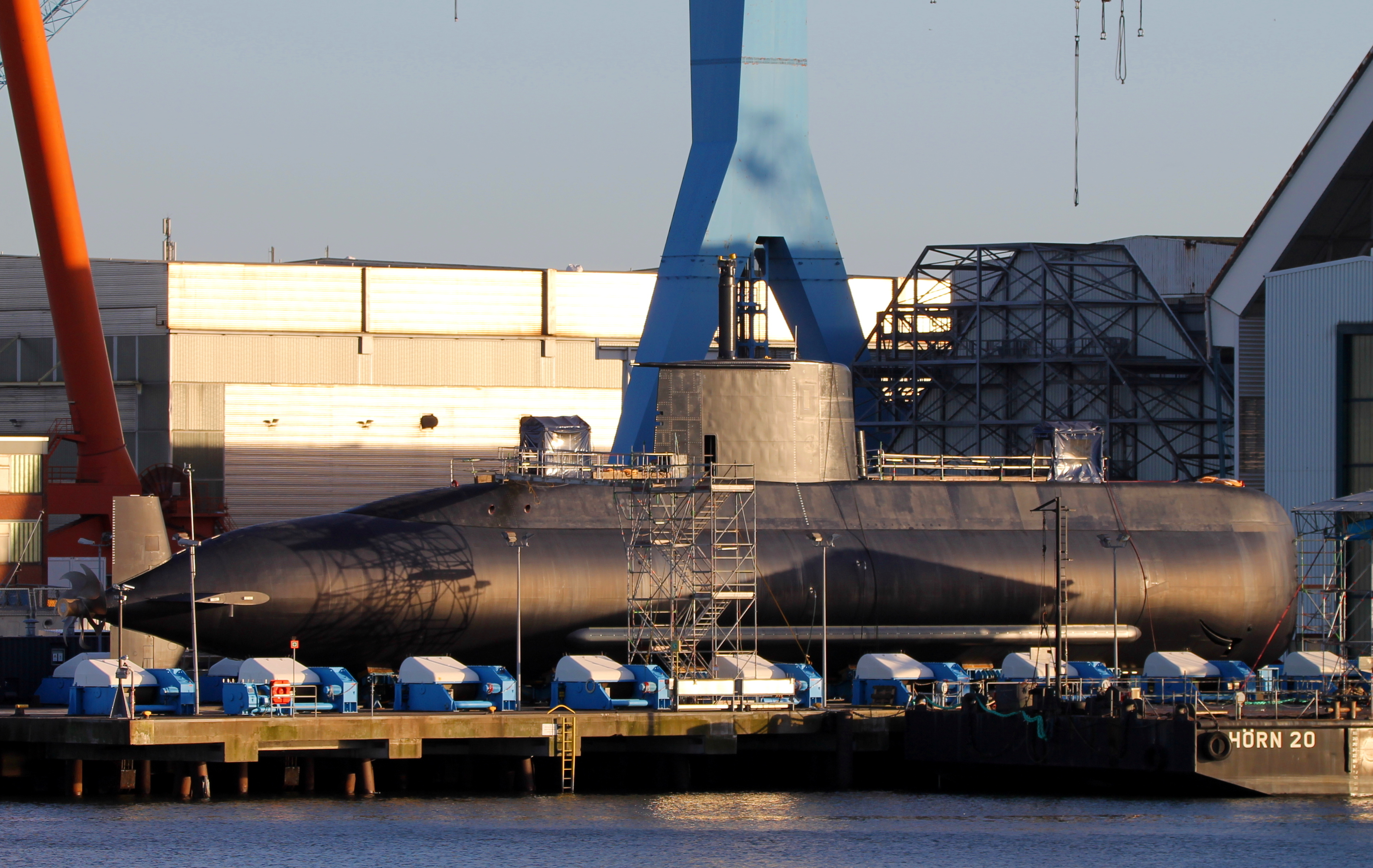
S 41 der Ägyptischen Marine, U-Boot-Klasse 209/1400mod, Kiel 2015
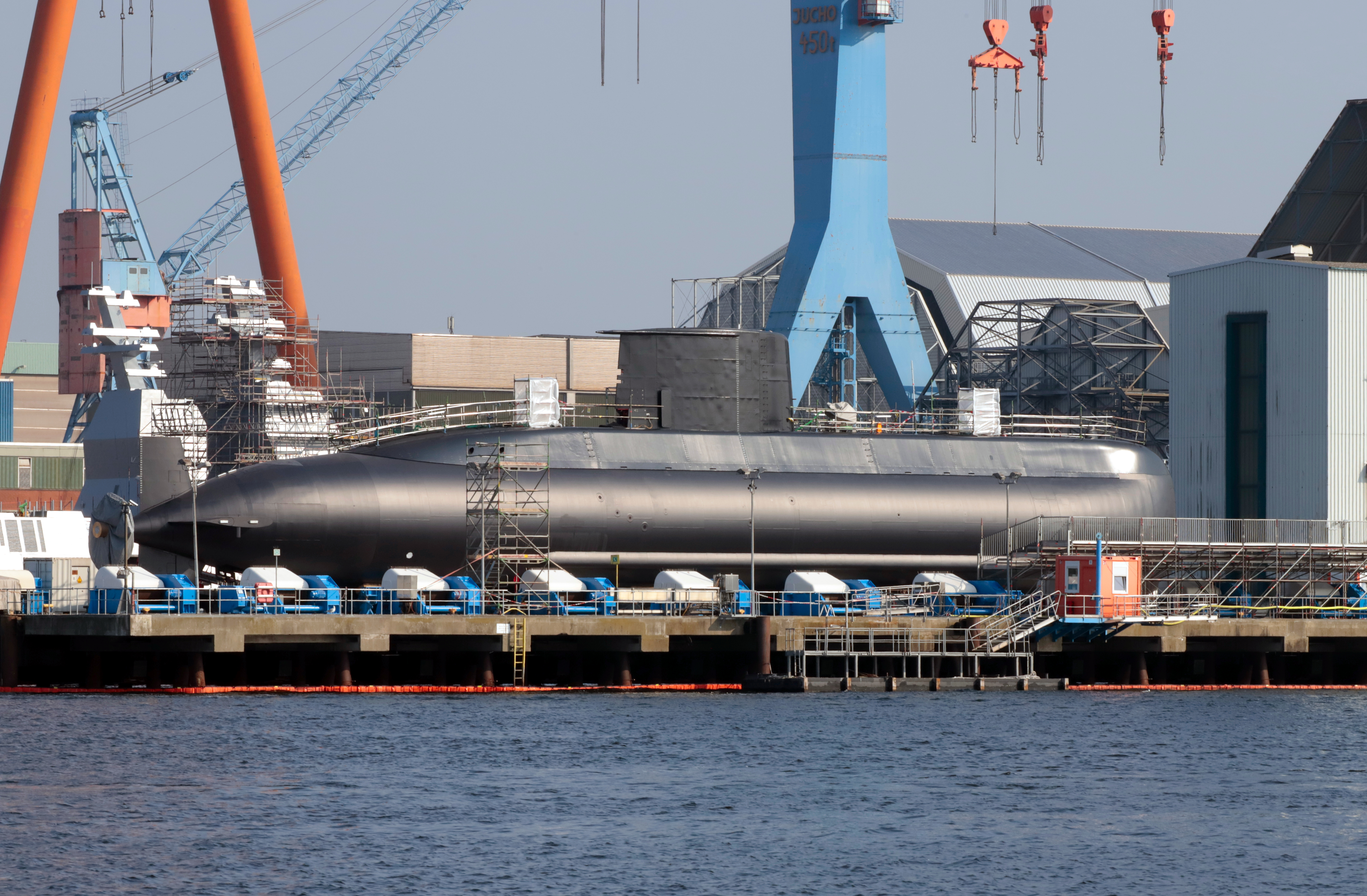
S 44 der Ägyptischen Marine, U-Boot-Klasse 209/1400mod, Kiel 2020